# Starościn (Opole)
Pour les articles homonymes, voir Starościn.
Starościn est une localité polonaise de la gmina de Świerczów, située dans le powiat de Namysłów en voïvodie d'Opole.